# Opel Vectra B
| Sterne im Euro NCAP-Crashtest |

Der Opel Vectra B ist ein Mittelklasse-Fahrzeug von Opel. Er löste Oktober 1995 sein Vorgängermodell Vectra A ab und wurde April 2002 durch den Vectra C abgelöst. Anfangs erneut als Limousine mit Stufen- sowie Fließheck erhältlich, kam ein Jahr später erstmals seit 1975 wieder ein Kombi unter der Verkaufsbezeichnung „Caravan“ im Mittelklassesegment von Opel auf den Markt. Ab März 1999 wurde die Baureihe in einer überarbeiteten Version (Facelift) vertrieben.

## Modellgeschichte

### Allgemeines
Im Oktober 1995 kam der Vectra B als viertüriges Stufenheck und fünftüriges Fließheck auf den Markt. Über 20 Jahre nach dem Ende des Ascona A, den es auch als bis dahin einzigen Kombi in der Mittelklasse von Opel gab, wurde ab September 1996 unter der traditionellen Bezeichnung Caravan wieder ein Kombi angeboten.
Es wurden im Zeitraum von 1995 bis 1999 insgesamt vier verschiedene Ausstattungsvarianten angeboten:
- Vectra (darunter „BelAir“, „Beauty“ und „Komfort“ sowie „Hattrick“)
- Vectra „CD“
- Vectra „CD Sport“ (10/1995 bis 01/1997; in Verbindung ab Motorisierung 1.8 16V erhältlich)
- Vectra „Sport“ (ab 01/1997; ab Motorisierung 1.8 16V)
- Vectra „CD Exklusiv“ ; auch „CDX“, ebenso ab 1.8 16V-Motorisierung

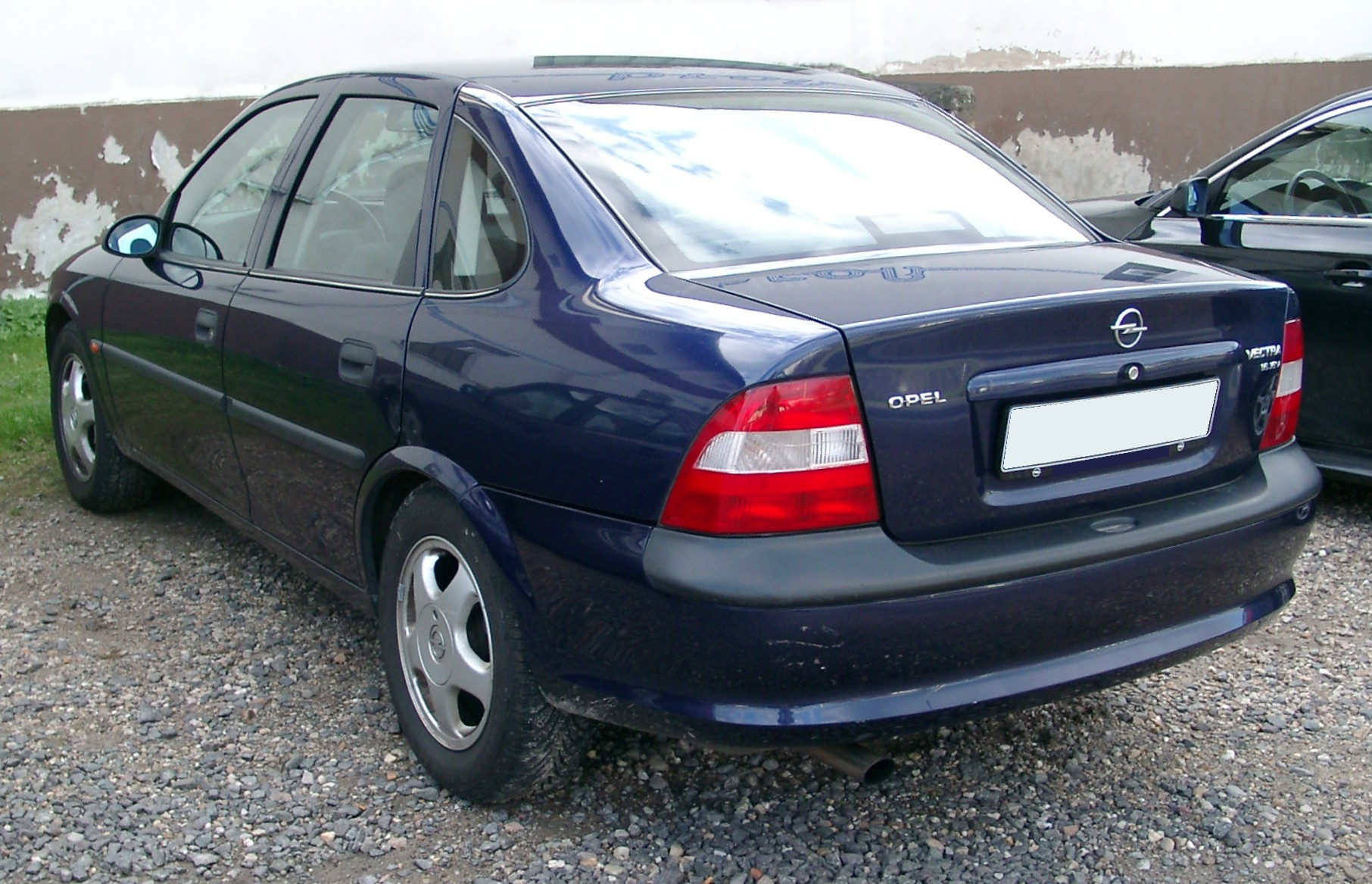
Stufenheck „Basis“ (1995–1999)
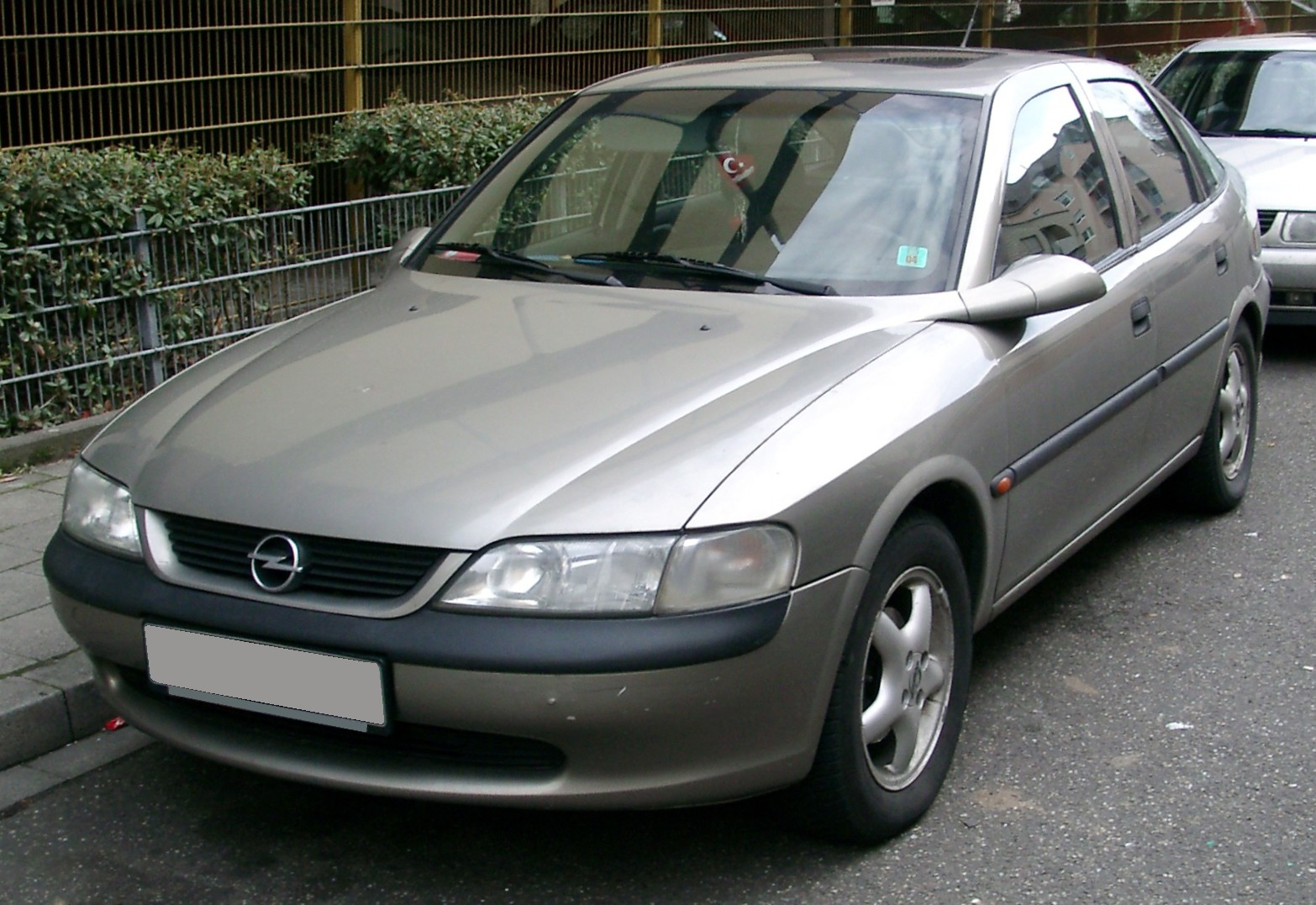
Opel Vectra Fließheck „Basis“ (1995–1999)
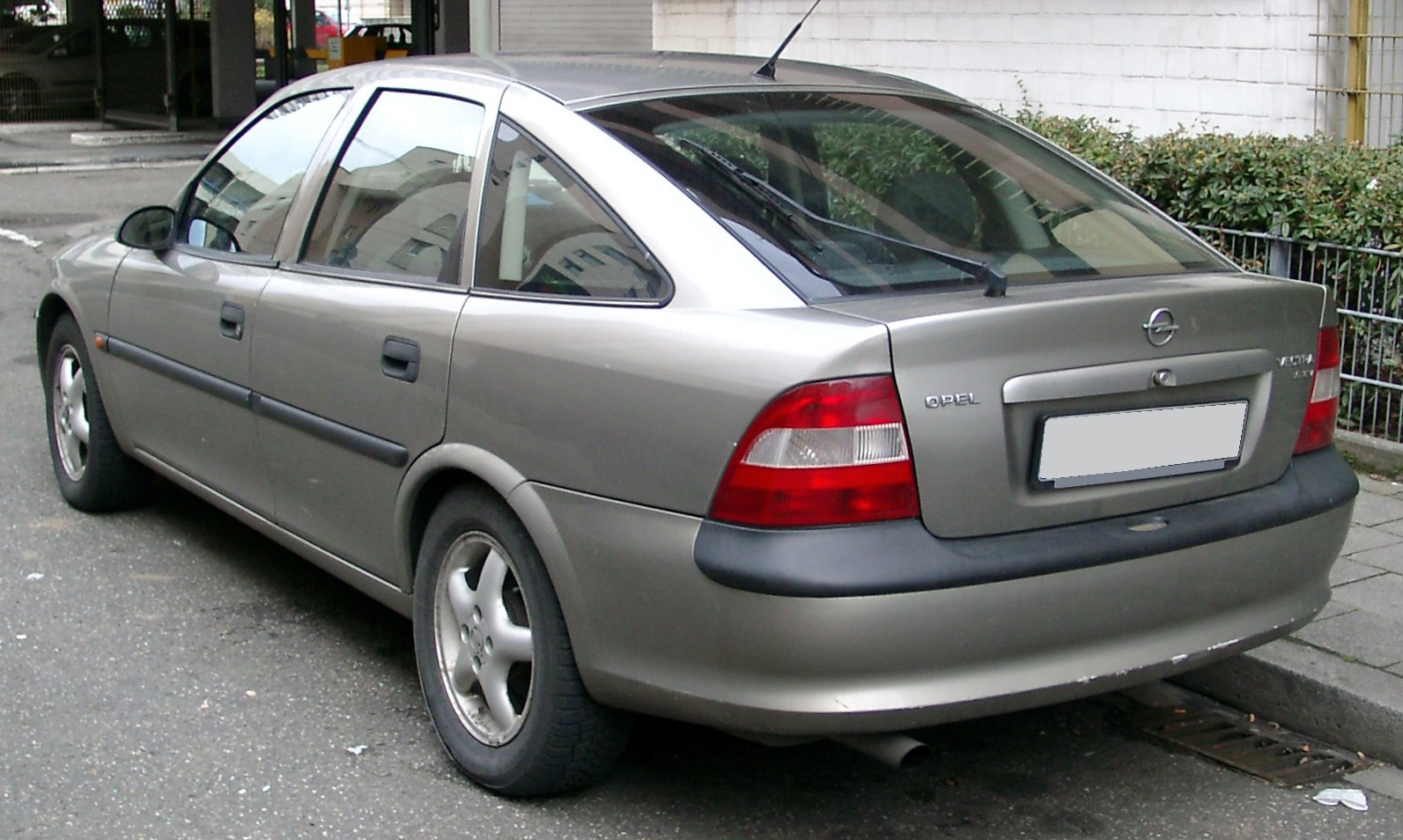
Fließheck „Basis“ (1995–1999)
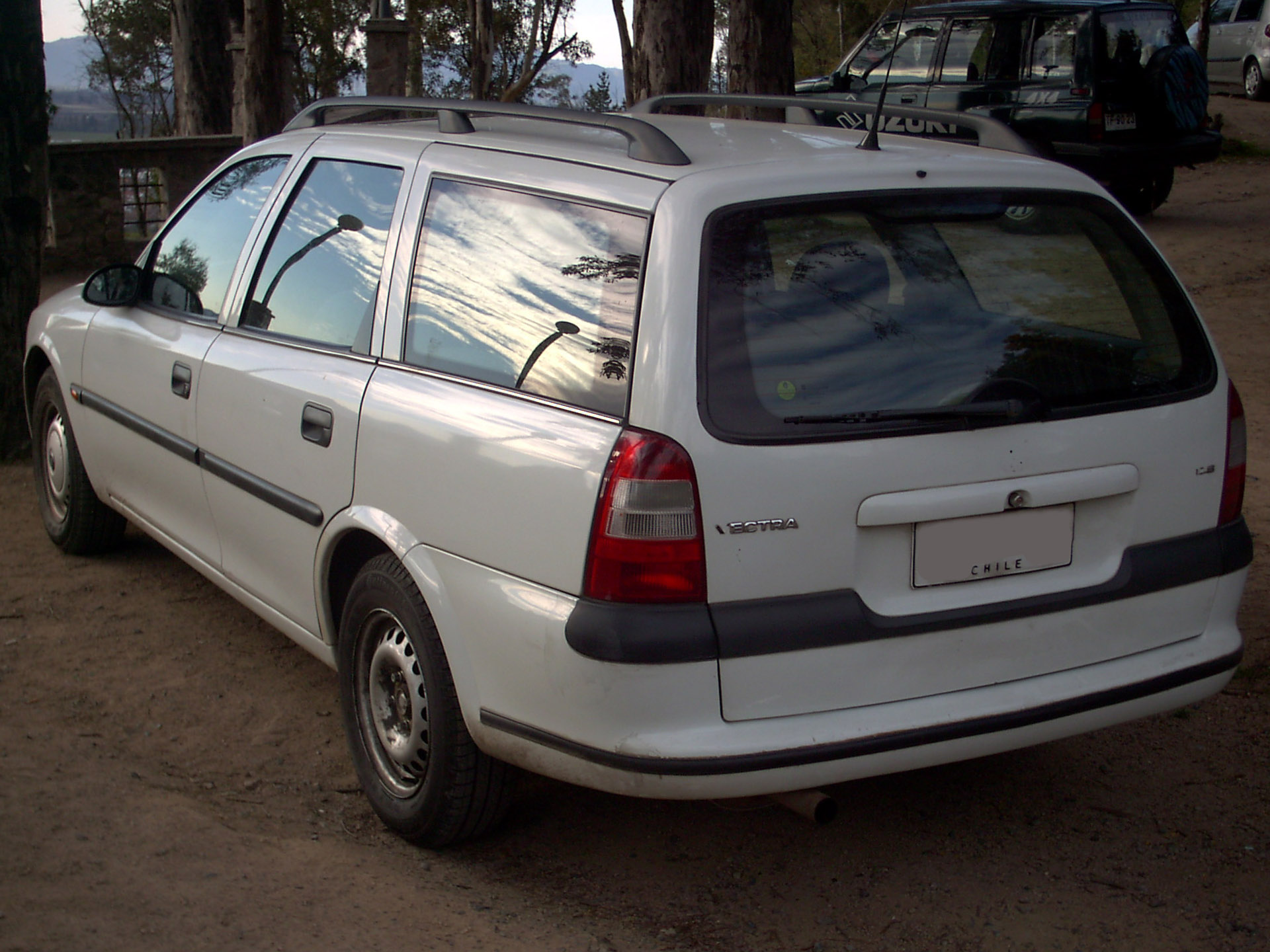
Kombiheck Caravan (1995–1999)

### Ausstattungsmerkmale
Der Vectra als Basisversion war serienmäßig mit dem 1.6-8V-Motor X16SZR mit 55 kW (75 PS) erhältlich. Er hatte serienmäßig Stahlräder mit Radkappen in 14-Zoll sowie unlackierte Türgriffe und manuelle Fensterheber. Auch ein Fahrerinformationsdisplay (TID), welches über Uhrzeit, Datum, Außentemperatur und Radiosender informiert, war mit dabei. Gegen Aufpreis war ein Multi-Informationsdisplay (MID) erhältlich, welches zusätzlich zum TID über eine Stoppuhr, Verbrauchsanzeigen von Langzeit und Momentanverbrauch, Tageskilometerzähler und Reichweite in Kilometern verfügte. Ebenso ist dieser Bordcomputer auch in der Lage, den Fahrer über Meldungen wie „Kühlmittel Stand“ oder „Motoröl Stand“ sowie einer unten rechts befindende „CHECK“-Kontrolleuchte über den Fahrzeugzustand zu informieren.
Der Vectra CD wurde werksseitig mit höherwertigen Innenpolstern ausgestattet; es konnte zwischen den Farben grau und anthrazit (Polster „Twinkle“) gewählt werden. Gegen Aufpreis war auch Leder in schwarz und cognac erhältlich. Sondermodelle wie Hattrick und Komfort verfügen über Features wie beispielsweise elektrische Fensterheber vorn, Aluminiumräder in 15 Zoll Größe, außen evtl. Designstreifen entlang der Schulterlinie seitlich vorn bis hinten etc.
Der Vectra CD Sport baut ausstattungsmäßig ab Werk nochmals auf dem herkömmlichen CD auf; so sind Features wie eine FCKW-freie Klimaanlage (gegen Aufpreis auch Klimaautomatik), das Fahrerinformationsdisplay „MID“, 15-Zoll-Aluminiumräder im Pentaline-Design sowie abgedunkelte Blinker und Rückfahrleuchten hinten serienmäßig verbaut. Als Fahrwerk ist das herkömmliche Fahrwerk aus dem CD verbaut. Ab Werk ist ein sportlich abgestimmtes Polster in anthrazit, mit rot-blauen Streifen versehen (Lightning), verbaut.
Ab 1997 wurde der Vectra Sport als eigenständige Ausführung, gelöst vom Vectra CD, angeboten.
Ab dato hielten einige sportliche Abstimmungen mit Komponenten des Haustuners Irmscher serienmäßig Einzug, so wurden diese ab diesem Modelljahr mit einer 16"-Bereifung in der Dimension 205/55 R 16 auf sogenannten „twin-spoke“ (Zwillingsspeichen) Aluminiumfelgen des Formats 7J x 16 ausgestattet, auch ein sportlich abgestimmtes Fahrwerk, welches das Fahrzeug gegenüber den weiteren Ausstattungslinien um 30 mm tieferlegte, wurde verbaut. Ab dem Modelljahr 1998 wurde der Vectra Sport nochmal ab Werk sportlicher ausgestattet, denn ab dato waren Recaro-Sportsitze (serienmäßig im Vorfacelift das Polster „Metropolis“, ab Facelift das Polster „Dakar“) enthalten, sowie auch ein farblich in Titan-Optik abgestimmtes Cockpit (Tachoblende, Getränkehalter inkl. Aschenbecher und Zigarettenanzünder sowie Cockpit-Blende, Pin vom Schaltknauf). Die Tachonadeln waren nun in orange farblich abgestimmt. Je nach Baujahr wurden zwei verschiedene Sportfahrwerke eingebaut (Sportfahrwerk „irmscher“ 30 mm tiefer [Rote Federn, 01/1997–02/1998], Original-Opel-Sportfahrwerk 20 mm tiefer [Schwarze Federn, 03/1998–04/2002]). Ab dem im Frühjahr 1999 eingeführten Facelift-Modell war beim Vectra Sport ein handliches 3-Speichenlenkrad mit an Bord, die restlichen Ausstattungslinien behielten das serienmäßige 4-Speichenlenkrad, ab der Ausstattungslinie CD bzw. Comfort in Leder bezogen. Ab dem Modelljahr 2001 wurde die Sportversion mit modifizierten, breit gestalteten Front- und Heckstoßstangen, Teilledersportsitzen und 17"-Aluminiumrädern ausgeliefert, eine Zusammenarbeit mit dem Fahrzeugveredler Zender. Sportliche Streifen in Carbonoptik an B- und C-Säulen erhielt neben dem Vectra Sport auch die Ausstattungslinie CD Exklusiv sowie auch die Sondermodelle i500 und i30.
Der Vectra CD Exklusiv bildet die höchste Ausstattungslinie und bietet durch serienmäßige Klimaautomatik, hochwertige Polster, Sitzheizung etc. serienmäßig den höchsten Komfort aller angebotenen Versionen. Er wurde mit 15-Zoll-Aluminiumrädern im 5-Speichendesign mit 6J x 15 und der Reifendimension 195/65 R 15 ausgeliefert, gegen Aufpreis konnte man die 16-Zoll-Variante vom Vectra Sport, die Twin-Spoke-Design Aluminiumräder in den Maßen 6J x 16 mit der Reifendimension 205/55 R 16 mitordern.
Alle Ausführungen ab dem Vectra Sport wurden werksseitig mit Carbondekor-folierten B- und C-Säulen ausgeliefert. Die Basisvariante, Beauty, BelAir, Komfort, Hattrick und CD wurden mit B- und C-Säulen in Wagenfarbe sowie mit weißen Blink- und Rückfahrleuchten ausgestattet. Mit dem Facelift ab 01/1999 wurden serienmäßig alle Modelle mit abgedunkelten Blink- und Rückfahrleuchten vertrieben.

### Modellpflege
Im Februar 1999 unterzog Opel den Vectra einem umfangreichen Facelift. Bei dieser Modellpflege wurden circa 3000 Bauteile überarbeitet, die bedeutendsten Änderungen waren:
- neugestaltete Front- und Heckpartie (Klarglasscheinwerfer, veränderte Heckleuchten, dezent überarbeitete Stoßfänger etc.), nun auch gegen Aufpreis mit Xenon-Scheinwerfern inkl. automatischer Leuchtweitenregulierung erhältlich.
- neue Lackfarben
- neue Seitenschweller
- vergrößerte Außenspiegel
- in Wagenfarbe lackierte Seitenleisten an Vorder- und Hecktüren
- leichte Veränderungen in Ausstattung und Innenraum (u. a. neues Kombiinstrument)
- Chrom-Türöffner im Innenraum
- neugestaltete Schaltereinheit
- Rückleuchten überarbeitet (Rückleuchten zu erkennen an der Wölbung mit einer Kante im Glas, wurde nur beim Fließheck und der Stufenhecklimousine verbaut, die Heckklappe wurde ebenso mit der Kante versehen)
- alle Modelle mit 5-Loch-Radnaben und 195/65 R 15 als neue Basisbereifung
- Bezeichnungen der Ausstattungslinien wurde abgeändert (so hieß der anfangs bis 1999 benannte Vectra „CD“ nun Vectra „Comfort“, ebenso der einst als „CD Exklusiv“ benannte Vectra nun „Elegance“)

Der 1.8 16V X18XE-Motor (85 kW/116 PS), welcher auf dem größeren 2.0 16V (X20XEV, siehe unten) basierte, wurde beispielsweise durch den X18XE1 ersetzt, auch die restlichen Motoren (Modelljahr 2001) wurden zum Teil überarbeitet, ersetzt oder verbessert. So wurde beispielsweise ab August 2000 der durch einen Zahnriemen betriebene 2.0 16V (X20XEV mit 100 kW/136 PS) durch den neuen steuerkettenbetriebenen 2.2 16V (Z22SE mit 108 kW/147 PS) ersetzt.
Zudem wurden die Dieselmotoren überarbeitet und neue Aggregate eingeführt, wie z. B. der 2.2 DTI 16V.
Auch der Vectra B war sehr erfolgreich in Deutschland. Auch wenn es ihm, wie schon seinem Vorgänger, nie gelang den ersten Platz in der Mittelklasse zu erobern, war er doch lange in den Top zehn der Zulassungsstatistik vertreten. In seinem erfolgreichsten Jahr (1997) wurden 140.964 Exemplare verkauft, während es im letzten vollen Jahr (2001) allerdings nur noch 47.171 Einheiten waren.

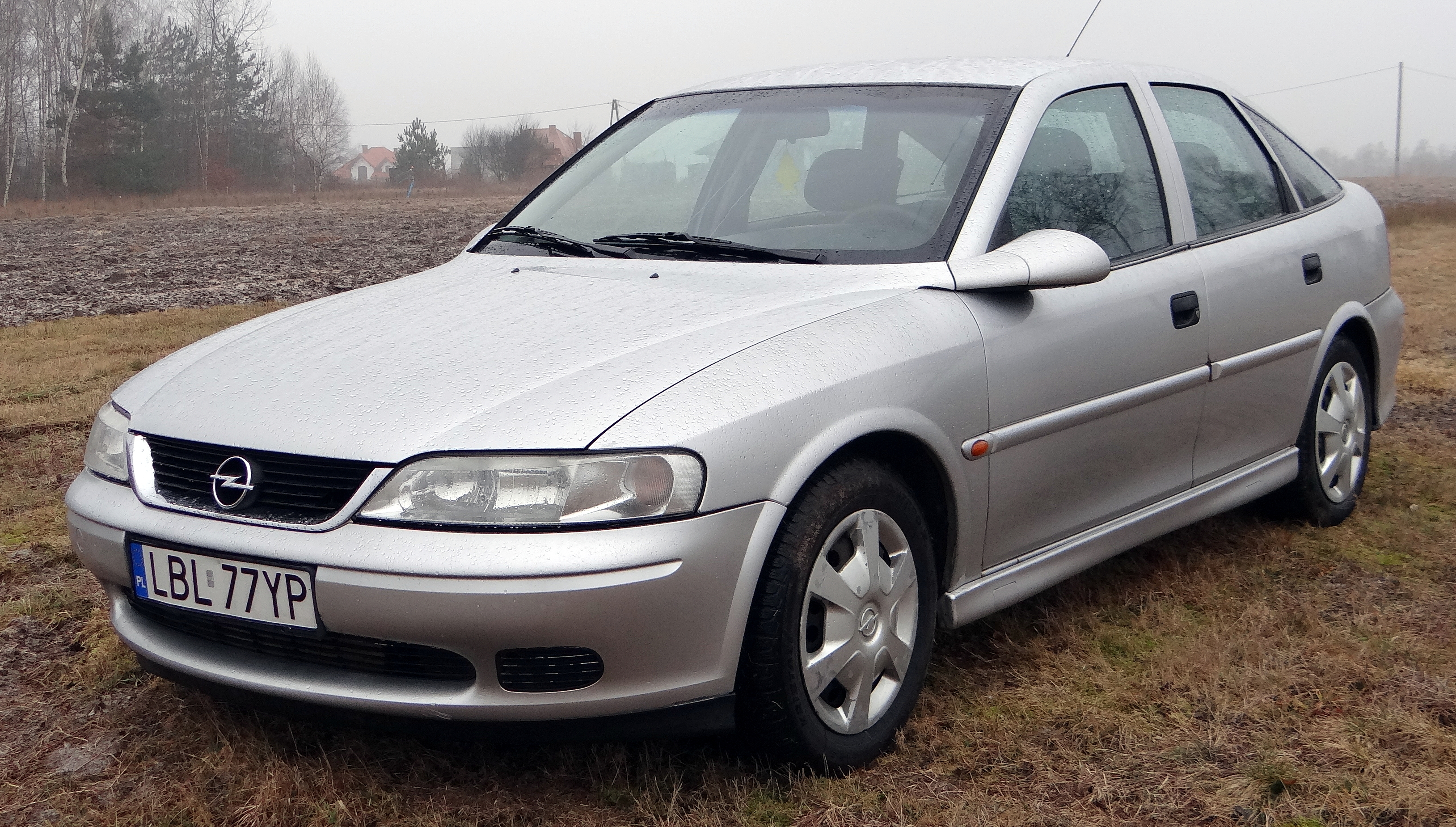
Opel Vectra Front (1999–2002)
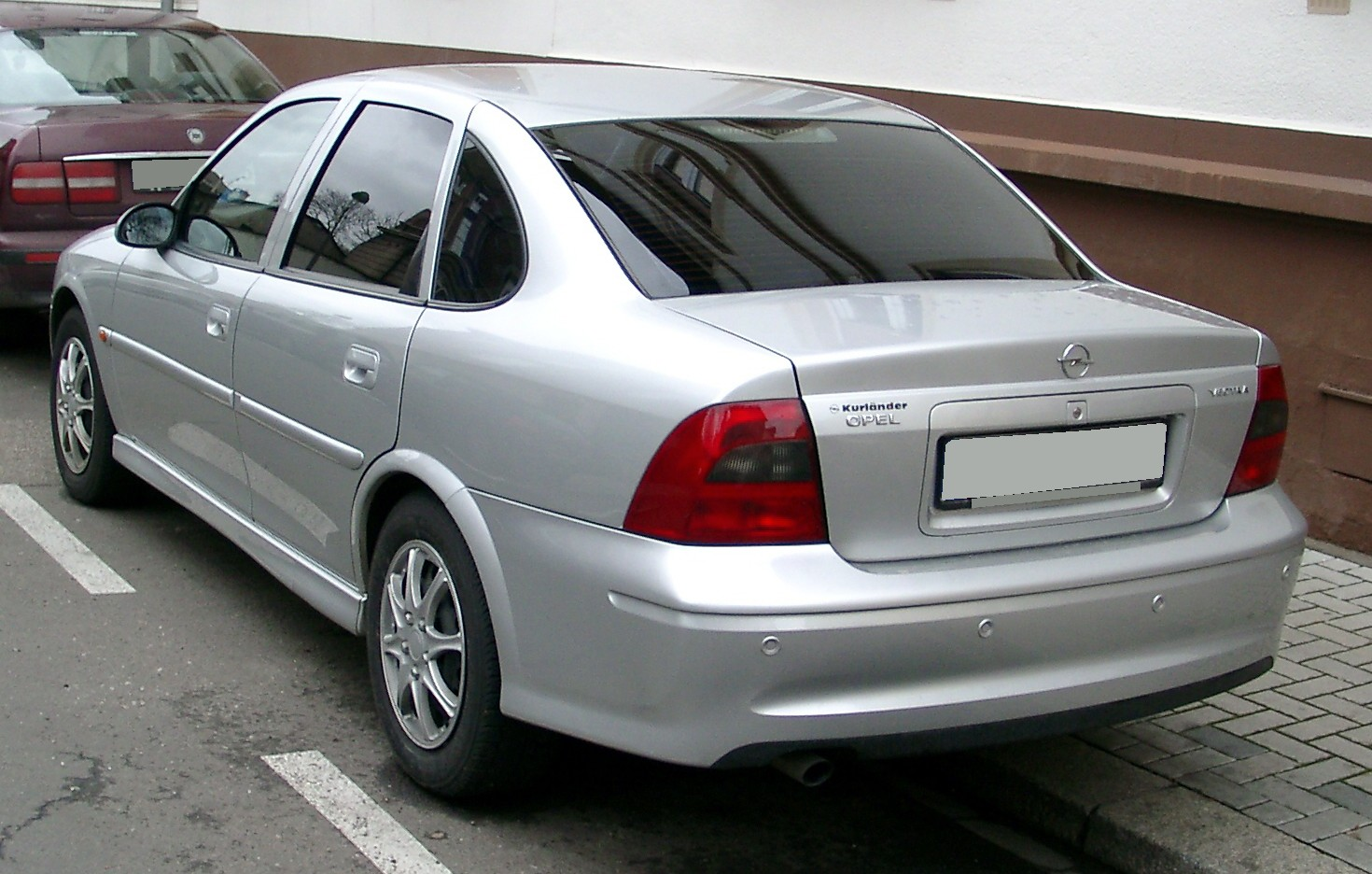
Stufenheck (1999–2002)
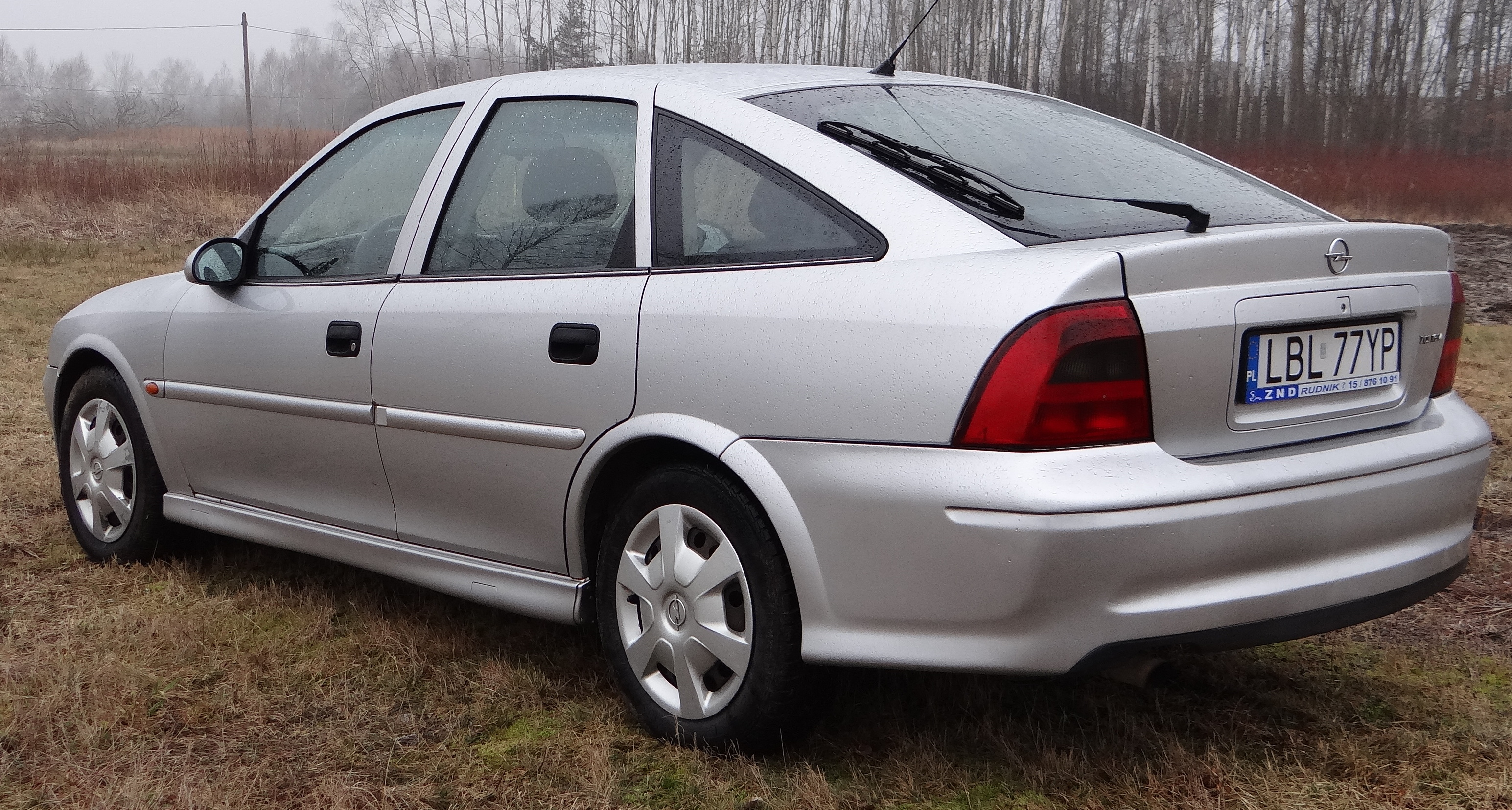
Schrägheck (1999–2002)
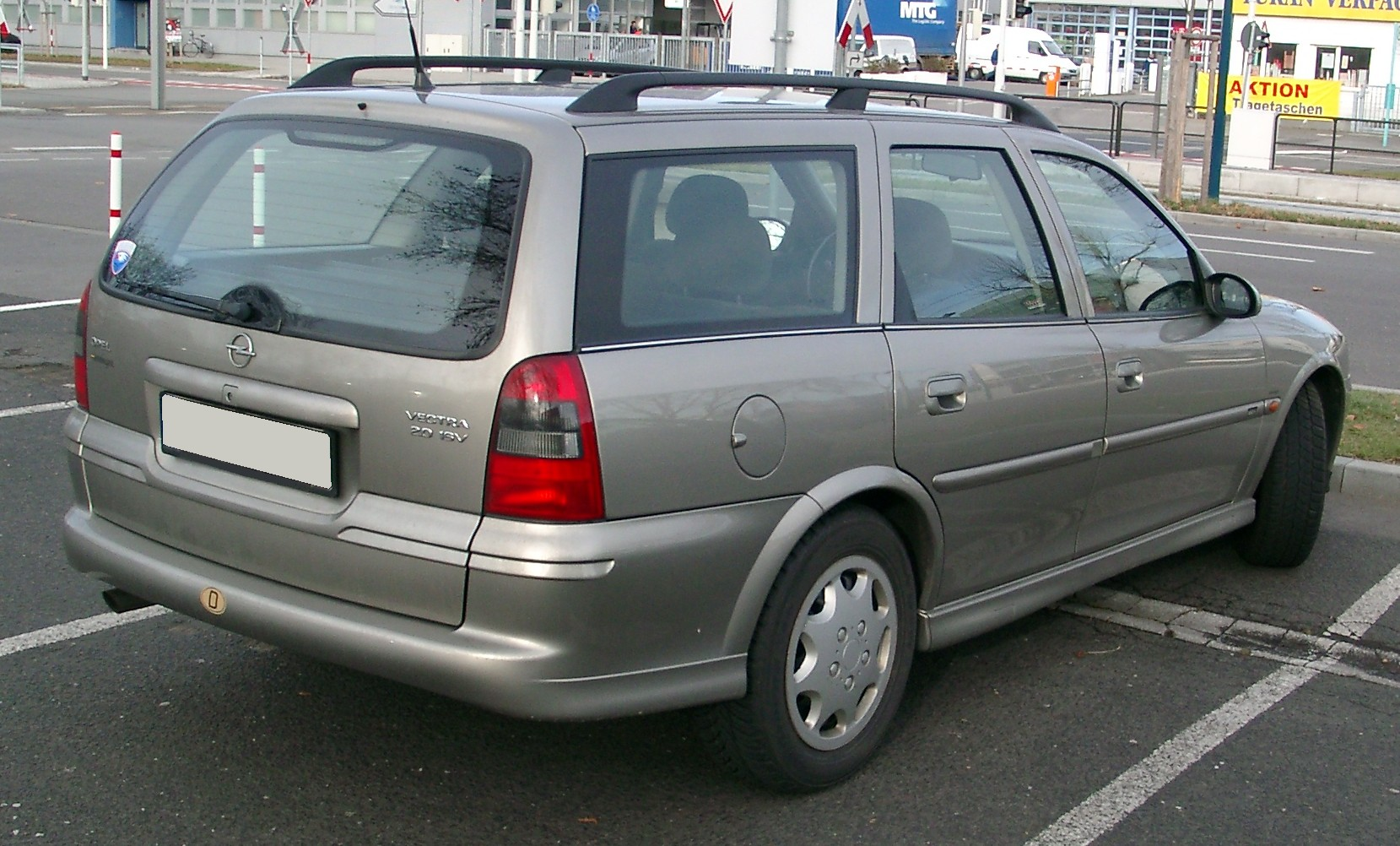
Kombiheck (1999–2002)

## Motoren
Den Vectra gab es mit insgesamt 21 verschiedenen Motorisierungsvarianten: 16 Benzin und 5 Diesel in 8 Leistungsstufen.

### Benzinmotoren
| Modell   | Motortyp | Hubraum  | Motorart | Leistung bei 1/min   | Drehmoment (Nm bei 1/min) | 0–100 km/h | Vmax     | Bauzeit         | Abgas       | Besonderheiten              |
| -------- | -------- | -------- | -------- | -------------------- | ------------------------- | ---------- | -------- | --------------- | ----------- | --------------------------- |
| 1.6      | 16LZ2    | 1598 cm³ | R4 8V    | 55 kW (75 PS)/5400   | 120/2200                  |            | 175 km/h | 08/1995–08/2000 | Ohne Kat    | Nur für einige Exportländer |
| 1.6      | X16SZR   | 1598 cm³ | R4 8V    | 55 kW (75 PS)/5200   | 128/2800                  | 15,5 s     | 175 km/h | 08/1995–08/2000 | Euro 2 / D3 |                             |
| 1.6      | X16XEL   | 1598 cm³ | R4 16V   | 74 kW (101 PS)/6200  | 150/3200                  | 12,5 s     | 188 km/h | 08/1995–08/2000 | Euro 2      |                             |
| 1.6      | Y16XE    | 1598 cm³ | R4 16V   | 74 kW (101 PS)/6000  | 150/3600                  | 12,5 s     | 193 km/h | 08/2000–02/2002 | Euro 3      |                             |
| 1.6      | Z16XE    | 1598 cm³ | R4 16V   | 74 kW (101 PS)/6000  | 150/3600                  | 12,5 s     | 193 km/h | 08/2000–02/2002 | Euro 4      |                             |
| 1.8      | X18XE    | 1799 cm³ | R4 16V   | 85 kW (115 PS)/5400  | 170/3600                  | 11,0 s     | 203 km/h | 08/1995–01/1999 | Euro 3 / D3 |                             |
| 1.8      | X18XE1   | 1796 cm³ | R4 16V   | 85 kW (115 PS)/5400  | 170/3400                  | 11,0 s     | 203 km/h | 01/1999–08/2000 | Euro 3 / D3 |                             |
| 1.8      | Z18XEL   | 1796 cm³ | R4 16V   | 85 kW (115 PS)/5600  | 170/3800                  | 11,0 s     | 203 km/h | 08/2000–02/2002 | Euro 4      | Nur für einige Exportländer |
| 1.8      | Z18XE    | 1796 cm³ | R4 16V   | 92 kW (125 PS)/5600  | 170/3800                  | 10,5 s     | 208 km/h | 08/2000–02/2002 | Euro 4      |                             |
| 2.0      | 20NEJ    | 1998 cm³ | R4 8V    | 82 kW (112 PS)/5400  | 165/2800                  |            | 195 km/h | 08/1995–08/2000 | Euro 4      | Nur für einige Exportländer |
| 2.0      | X20XEV   | 1998 cm³ | R4 16V   | 100 kW (136 PS)/5600 | 188/3200                  | 10,0 s     | 215 km/h | 08/1995–08/2000 | Euro 2      |                             |
| 2.2      | Z22SE    | 2198 cm³ | R4 16V   | 108 kW (147 PS)/5800 | 203/4000                  | 9,5 s      | 218 km/h | 08/2000–02/2002 | Euro 4      |                             |
| 2.5      | X25XE    | 2498 cm³ | V6 24V   | 125 kW (170 PS)/5800 | 230/3200                  | 8,5 s      | 230 km/h | 08/1995–08/2000 | Euro 3      |                             |
| 2.5 i500 | X25XEI   | 2498 cm³ | V6 24V   | 143 kW (195 PS)/6500 | 240/3500                  | 7,9 s      | 236 km/h | 12/1997–08/2000 | D3          | Sondermodell von Irmscher   |
| 2.6      | Y26SE    | 2597 cm³ | V6 24V   | 125 kW (170 PS)/5800 | 250/3600                  | 8,5 s      | 230 km/h | 08/2000–02/2002 | Euro 3 / D4 |                             |
| 3.0 i30  | X30XEI   | 2962 cm³ | V6 24V   | 162 kW (220 PS)/6200 | 300/3600                  | 6,9 s      | 242 km/h | 1998            | Euro 2      | Sondermodell von Irmscher   |

### Dieselmotoren
| Modell  | Motortyp | Hubraum  | Motorart | Leistung bei 1/min  | Drehmoment (Nm bei 1/min) | 0–100 km/h | Vmax     | Bauzeit         | Abgas  | Turbo    | Einspritzung | Besonderheiten                    |
| ------- | -------- | -------- | -------- | ------------------- | ------------------------- | ---------- | -------- | --------------- | ------ | -------- | ------------ | --------------------------------- |
| 1.7 TD  | X17DT    | 1686 cm³ | R4 8V    | 60 kW (82 PS)/4400  | 168/2400                  | 15,5 s     | 175 km/h | 08/1995–12/1997 | Euro 1 | mit LLK  | Wirbelkammer |                                   |
| 2.0 DI  | X20DTL   | 1995 cm³ | R4 16V   | 60 kW (82 PS)/4300  | 185/1800–2500             | 14,5 s     | 178 km/h | 09/1996–08/2000 | Euro 2 | ohne LLK | Direkt       |                                   |
| 2.0 DTI | X20DTH   | 1995 cm³ | R4 16V   | 74 kW (100 PS)/4300 | 205/1600–2750             | 13,0 s     | 195 km/h | 08/1997–08/2000 | Euro 2 | mit LLK  | Direkt       | zwei Ausgleichswellen             |
| 2.0 DTI | Y20DTH   | 1995 cm³ | R4 16V   | 74 kW (100 PS)/4300 | 230/1950–2500             | 13,0 s     | 195 km/h | 08/2000–02/2002 | Euro 3 | mit LLK  | Direkt       |                                   |
| 2.2 DTI | Y22DTR   | 2172 cm³ | R4 16V   | 92 kW (125 PS)/4000 | 270/1500–2750             | 10,5 s     | 207 km/h | 08/2000–02/2002 | Euro 3 | mit LLK  | Direkt       | VTG                               |
| 2.2 DTI | Y22DTR   | 2172 cm³ | R4 16V   | 88 kW (120 PS)/4000 | 270/1500–2750             | k. A       | 204 km/h | 08/2000–02/2002 | Euro 3 | mit LLK  | Direkt       | VTG – Nur für einige Exportländer |

Die direkteinspritzenden Dieselmotoren sind alle mit wartungsfreier Steuerkette ausgerüstet, sodass kein kostenintensiver Zahnriemenwechsel erforderlich ist. Die aufwendige Technik konnte erfolgreich die Normverbräuche der TDI-Motoren aus dem VW-Konzern unterbieten, waren jedoch anfangs hinsichtlich Drehmoment und Leistung schwächer ausgelegt als diese. Probleme traten in der Anfangszeit mit Turboladern, Ölverbrauch sowie immer wieder mit den Luftmassenmessern und Einspritzpumpen (Modell VP44) von Bosch auf. Die Motoren selbst gelten als robust und langlebig. Zulieferer war beim 1.7 TD die japanische Autofirma Isuzu, die 2,0- und 2,2-l-Direkteinspritzer waren Eigenentwicklungen und wurden in Kaiserslautern gebaut.
Mögliche Ausstattungen: Stoff oder Leder, Holz- oder Titanlook, elektrische Fensterheber, Klimaanlage oder -automatik, CD-Radio, Bordcomputer, 4-Gang-Automatikgetriebe oder 5-Gang-Handschaltung, Tempomat, Navigationssystem, Seitenairbags (ab 07/1997), Xenon-Scheinwerfer (ab 08/1999), Sitzheizung, elektrisch verstell- und beheizbare Außenspiegel.

## Sonderversionen
Der Vectra i500 ist ein von Irmscher modifiziertes Modell mit Front- und Heckschürze sowie Seitenschwellern und Heckspoiler in Anlehnung an die damalige STW-Meisterschaft. Der modifizierte Motor 2.5 V6 (X25XEI) leistet 143 kW (195 PS). Im Innenraum gab es statt des schwarzen Kunststoffs in Titanfarben lackierte Konsolenblenden und umfangreiche Serienausstattung mit Irmscher-Sportlenkrad. Ein sportliches Fahrwerk, mit um 20 mm tiefer gelegter Karosserie, und 17"-BBS-Aluminiumräder vervollständigen diese Sportversion des Vectra. Er war erhältlich als Limousine oder Caravan und wurde von April 1998 bis August 2000 gebaut.

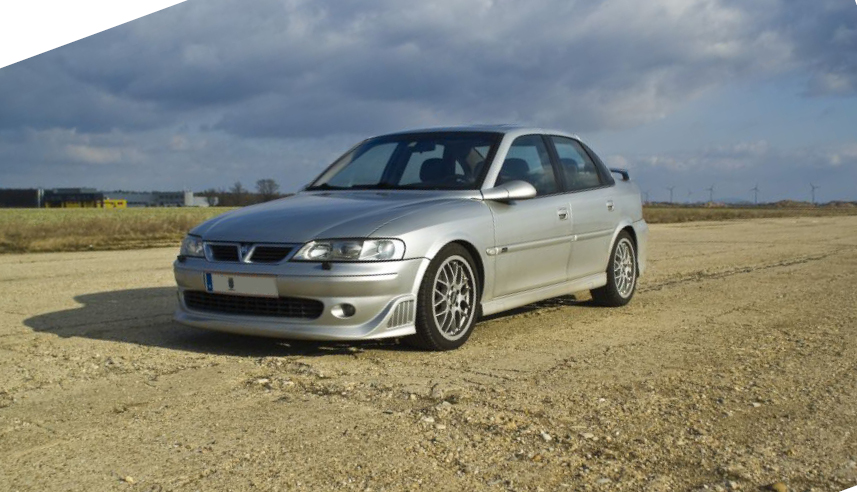
Opel Vectra i500 (1997–2000)

Zudem gab es noch einen Vectra i30 (Offiziell sollte es 30 Stück geben, es wurden aber lediglich 23 Caravan gebaut und verkauft) mit einem 3.0-V6-Motor (X30XEI), der 162 kW (220 PS) leistet. Er sah bis auf den Grill ohne Opel-Logo und die 17"-Irmscher-Twin-Spoke-Aluminiumräder aus wie der i500. Der i30 war ein limitiertes Sondermodell zum 30-jährigen Bestehen der Firma Irmscher. Der damalige Neupreis lag je nach Ausstattung bei ca. DM 90.000. Zusätzlich zu den i30 Caravan gab es noch zwei Limousinen: Zunächst ein Modell von 1996, das als Versuchsfahrzeug für den i500 diente und später dann für den i30.
Außerdem gab es noch ein überarbeitetes Modell in Starsilber, den iS3. Dieses Modell wurde auf der Essen Motor Show gezeigt und hatte ebenfalls den 162 kW (220 PS) starken 3,0-Liter-V6-Motor. Äußerlich war er bis auf den Kühlergrill und die 18"-Räder mit dem i500 gleich; der Innenraum war auf Wunsch mit verschiedenfarbigen Lederausstattungen individualisierbar.
Analog zum Vectra i500 wurde in Großbritannien der Vectra SRi verkauft, welcher unter anderem anstatt BBS-Felgen serienmäßig mit 17-Zoll-Alumiumfelgen im 6-Speichen-Design ausgestattet wurde.

## Derivate
Für den nordamerikanischen Markt wurde auf Basis des Vectra B die Saturn L-Serie als viertürige Limousine und als fünftüriger Kombi entwickelt.
In Australien wurde er als Holden Vectra angeboten, in Großbritannien als Vauxhall Vectra, in Brasilien als Chevrolet Vectra. Unterschiede waren lediglich der Frontgrill sowie die Embleme. Kleinere markttypische Veränderungen gab es jedoch auch (z. B. Klarglasrückleuchten bei Chevrolet).

## Belege
1. ↑  Crash-Test Opel Vectra (2001)
2. 1 2 3 4 5  Eckhart Bartels, Rainer Manthey: Opel: Fahrzeug-Chronik Band 3: 1991–2012. Podszun, Brilon 2013, ISBN 978-3-86133-666-2, S. 7/8 und 35/36.

Aktuelle Pkws und Nutzfahrzeuge:
Astra |
Combo |
Corsa |
Frontera |
Grandland |
Mokka |
Movano |
Rocks-e |
Vivaro |
Zafira Life
Historische Personenwagen und Nutzfahrzeuge ab 1945:
1200 |
Adam |
1900 |
Admiral (A, B) |
Agila |
Ampera |
Ampera-e |
Antara |
Arena |
Ascona (A, B, C) |
Astra (F, G, H, J, K) |
Blazer |
Blitz |
Blitz 3,6 |
Bedford Blitz |
Calais |
Calibra |
Campo |
Cascada |
Chevette |
Combo (A, B, C, D) |
Commodore (A, B, C) |
Corsa (A, B, C, D, E) |
Crossland |
Diplomat (A, B) |
Frontera |
Gemini |
GT |
GT Roadster |
HydroGen4 |
Insignia (A, B) |
K-180 |
Kadett (A, B, C, D, E) |
Karl |
Opel Kapitän (1948, 1951, 1954, P 2,5, P 2,6, A, B) |
Manta (A) |
Meriva (A, B) |
Mokka / Mokka X |
Monterey |
Monza (A1, A2) |
Movano (A, B) |
Olympia A |
Olympia Rekord |
Omega (A einschl. Lotus Omega, B) |
Rekord (P, P2, A, B, C, D, E) |
Senator (A, B) |
Signum |
Sintra |
Speedster |
Tigra |
Tigra TwinTop |
Vectra (A, B, C) |
Vita (A, B) |
Vivaro (A, B) |
Zafira (A, B, C)
Historische Personenwagen 1919–1940:
4/12 PS / 4/14 PS / 4/16 PS / 4/18 PS / 4/20 PS „Laubfrosch“ |
7/34 PS |
8/40 PS |
9/25 PS |
9/30 PS |
10/30 PS |
10/35 PS |
10/40 PS |
10/45 PS |
10/50 PS |
12/50 PS |
14/48 PS |
14/50 PS |
15/60 PS |
16/60 PS |
21/55 PS |
30/75 PS |
1 Liter |
1,1 Liter „Laubfrosch“ |
1,2 Liter |
1,3 Liter |
1,8 Liter |
3,7 Liter |
4,2 Liter |
6 |
Admiral (1937) |
Kadett (1936) |
Kapitän (1938) |
Moonlight Roadster |
Olympia (1935) |
P4 |
Regent |
Super 6 |
8M21
Historische Personenwagen 1899–1918:
Patentmotorwagen „Lutzmann“ |
4/8 PS „Doktorwagen“ |
5/12 PS / 5/14 PS „Puppchen“ |
6/12 PS |
6/14 PS |
6/16 PS |
8/9 PS |
8/16 PS |
8/20 PS |
8/22 PS |
9 PS |
9/10 PS |
9/25 PS |
10/12 PS |
10/18 PS |
10/20 PS |
10/24 PS |
10/25 PS |
10/28 PS |
12 PS |
12/14 PS |
12/34 PS |
13/30 PS |
14 PS |
14/20 PS |
14/22 PS |
14/30 PS |
14/34 PS |
14/38 PS |
15/24 PS |
16/18 PS |
16/35 PS |
18/30 PS |
18/40 PS |
18/50 PS |
20/22 PS |
20/45 PS |
21/45 PS |
24/50 PS |
25/30 PS |
25/40 PS |
25/55 PS |
28/70 PS |
29/50 PS |
29/70 PS |
30/32 PS |
30/50 PS |
32/50 PS |
33/60 PS |
34/65 PS |
34/80 PS |
35/40 PS |
35/60 PS |
40/100 PS |
45/50 PS
Konzeptfahrzeuge und Prototypen:
Ampera |
Antara GTC |
Astra OPC X-treme |
CD Concept |
Corsa Moon |
Dieselweltrekord GT |
Eco Speedster |
Flextreme GT/E |
GT Experimental |
GT X Experimental |
GT/W |
GT2 |
GT Concept |
GTC Concept |
HydroGen3 |
Insignia (Studie) |
Junior |
Kadett Strolch |
Maxx |
Monza Concept |
OSV 40 |
Slalom |
Signum Concept |
Tech 1 |
Trixx |
Twin
Liste der Opel RAK-Fahrzeuge:
RAK1 |
RAK2 |
RAK III |
RAK III |
RAK V |
RAK Motorrad |
RAK e
Rennwagen:
Adam Rallye |
Astra V8 Coupé |
Calibra V6 4×4 |
Corsa-e Rallye |
Grand Prix Rennwagen |
Grünes Monster |
Vectra GTS V8
Astra |
Aura |
ION |
L-Series |
Outlook |
Relay |
S-Series |
Sky |
Vue